# Echokammer
Die Echokammer ist in der analogen Tontechnik ein architektonischer Bestandteil vieler Tonstudios und dient der Erzeugung oder Verstärkung des Halls.

## Entstehungsgeschichte
Tonstudios sind baulich so konstruiert, dass sie beinahe jeden Hall absorbieren, um unerwünschte Nebengeräusche durch Nachhall zu vermeiden. Deshalb wird in Tonstudios besonders Wert auf einen effektiven Schallschutz gelegt. Der Eigenklang der Studios wird höchstmöglich reduziert. Das Ergebnis ist eine „trockene“ (also reflexionsarme, „schalltote“) Akustik mit Nachhallzeiten von 0,2 bis 0,5 Sekunden. „Halbtrocken“ sind darüber liegende Nachhallzeiten mit bis ca. 2,5 Sekunden Dauer. Extremer Nachhall entsteht mit 8 oder mehr Sekunden in Kirchen. Echo ist die Extremform des Nachhalls mit darüber hinausgehenden Zeiten. Bei Musikaufnahmen ist ein gewisser Nachhall allerdings durchaus erwünscht, da sie in zu „trockenen“ Studios unnatürlich klingen und Ungenauigkeiten oder Fehler gut hörbar sind. Nachhall (engl. reverberation) entsteht durch Reflexionen an Raumoberflächen, also müssen diese im regulären Tonstudio verhindert und in der Echokammer gefördert werden.
Um einer Tonaufnahme mehr Volumen zu verleihen, Ungenauigkeiten oder Fehler unhörbar zu machen, kamen Musikproduzenten auf die Idee, den Nachhalleffekt durch Echokammern zu vergrößern. Die Abbey Road Studios verfügten bereits bei ihrer Gründung im November 1931 als erste über insgesamt drei nacheinander gebaute zweckentsprechende Echokammern im Keller (Kammer 1 für Studio 3, Kammer 2 für Studio 2 und Kammer 3 für Klassik in Studio 1). In den Echokammern der Abbey-Road-Studios verliefen große Drainagerohre.
Bill Putnam, Toningenieur und auch Musikproduzent, gilt als ihr kommerzieller Erfinder. Die erste Aufnahme der Popmusik war im April 1947 Peg o’ My Heart von den Harmonicats mit dem Effekt der Echokammer aus einer Toilette – produziert von Putnam. Ein Lautsprecher übertrug die fertige Aufnahme in die gekachelte Toilette, in der ein Mikrofon den Halleffekt in den Kontrollraum zurück übertrug und dort erneut aufgenommen wurde. Dieser Halleffekt wurde in die Studioaufnahme integriert. Hierdurch ergab sich ein Resonanzeffekt. Es war die erste Schallplatte, die einen künstlich erzeugten Halleffekt beinhaltete. Weitere Ersatzlösungen zur Erzeugung von Nachhall waren Treppenhäuser (Joe Meek), Flure oder Kirchen. Der Chefingenieur von Atlantic Records, Tom Dowd, baute 1959 für dieses Plattenlabel eine völlig asymmetrische Echokammer, deren Boden die einzige gerade Fläche des gesamten Raums war.

## Gründe
Idealerweise muss die Echokammer für die niedrigen Frequenzen 3 × 3 Meter groß sein, während die Deckenhöhe unkritisch ist. Der Begriff Echokammer wurde in der damaligen Fachliteratur allgemein zur Beschreibung eines künstlich hergestellten Hall- oder Echoeffekts verwandt, ohne dass auf seine Entstehung Bezug genommen wurde. Hall wurde zur Volumensteigerung, Verbesserung der stimmlichen Qualitäten und auch eingesetzt, um im Rock & Roll die manchmal mehrdeutigen Texte akustisch unverständlicher zu machen. Echo sollte den untrainierten Doo-Wop-Gruppen zu mehr stimmlicher Präsenz verhelfen. Auch Chess Records nutzte ab Mai 1957 eine Toilette als Echokammer.
Es wurde anschließend ein regelrechter „Echo-Wahn“ in der Musikindustrie ausgelöst, als während der Rock-&-Roll-Phase High-Fidelity-Standards auf den Markt kamen. HiFi wurde vielfach mit Echo gleichgesetzt. Sun Records benutzten die Technik des Slapback-Echo bei vielen großen Hits, einer zeitlich verzögerten Aufnahme, die dem Hörer einen Echo-Eindruck vermittelte, indem Tonsignale knapp über der Wahrnehmungsgrenze einzelner Wiederholungen aufgenommen wurden (ab 0,3 Sekunden oder mehr). Dieses Verfahren wurde von RCA für Elvis Presleys Heartbreak Hotel imitiert, wobei die Flure und das Treppenhaus der Methodist TV, Radio and Film Commission in Nashville am 10. Januar 1956 als Echokammer eingesetzt wurden.

## Heutige Bedeutung
Gitarrist Les Paul konstruierte 1953 eine Echokammer für Capitol Records. Als die Tonstudios 1956 in den Capitol Tower umzogen, wurde auch die Echokammer hier neu errichtet. In der Echokammer der Capitol-Studios konnte ein Nachhall von 2,5 bis 5 Sekunden erzeugt werden. Im Juni 2008 wurde berichtet, dass die im Keller befindlichen Capitol-Kammern durch den geplanten Neubau eines benachbarten 16-stöckigen Wohnungsbaus gefährdet wären. Berühmte Echokammern befanden sich in den Gold Star Studios (Hollywood) und spielten ab 1962 eine Schlüsselrolle in Phil Spectors Wall of Sound. In den am 1. September 1979 fertiggestellten Tonstudios von Frank Zappa (Utility Muffin Research Kitchen) waren drei Echokammern integriert. Über die berühmteste Echokammer Deutschlands verfügten ab 1976 die Berliner Hansa-Tonstudios, als sie den Meistersaal in Berlin-Mitte erwarben. Hier entstand insbesondere David Bowies Heroes zwischen Juli und August 1977 mit seinem charakteristischen Sound, der zur Kategorie des „Wall of Sound“ gehört.
Um 1980 kamen digitale Echotechniken auf, später verbessert als Digital Delay Lines (DDL) und weitere Entwicklungen digitaler Schaltkreise. Die Digitaltechnik ist imstande, beinahe jeden in einer analogen Echokammer erzeugten Effekt zu reproduzieren. Dennoch können die analogen Effekte nicht vollständig imitiert werden. Trotzdem sind Echokammern in der heutigen digitalen Welt zu analogen Relikten mutiert.